# Wales, Maine
Wales är en kommun (town) i Androscoggin County i den amerikanska delstaten Maine. 
Wales grundades år 1816 och 1852 anslöts New Boston, som hade varit en del av Leeds, till Wales. Ursprungligen hörde Wales till Lincoln County och mellan 1840 och 1854 till Kennebec County innan Androscoggin County bildades.